# آندرس تایملا
آندرس تایملا (استونیایی: Andres Taimla; ۲۳ اوت ۱۹۴۷ – ۳ ژانویهٔ ۲۰۲۲) سیاستمدار و نماینده سابق مجلس اهل استونی است.